# Atlas Tower
Atlas Tower ( do 2003 Reform Plaza; w latach 2003–2018 Millennium Plaza) – wieżowiec znajdujący się przy Alejach Jerozolimskich 123a w Warszawie.

## Opis
Budowę ukończono w 1999. Inwestorami byli tureccy biznesmeni Sabri Bekdas i Vahap Toy. W 2003 r. spółka inwestorów zbankrutowała, Toy został wydalony z Polski, a właścicielem budynku stał się Bank Millennium. Jego nazwa została wówczas zmieniona z Reform Plaza na Millenium Plaza. Kolejna zmiana nazwy, na Atlas Tower, nastąpiła po renowacji w 2018 r.
Obiekt liczy 116 metrów wysokości, ma 31 kondygnacji, z czego trzy pod powierzchnią ziemi. Dwa najniższe poziomy zajmuje parking, pięć następnych stanowi część usługowo-handlową. Poziom piąty przeznaczony jest na działalność restauracyjną. Szóste piętro miało niegdyś charakter konferencyjny i mogło być połączone w jedną wielką salę konferencyjną. Powierzchnia ta wynajmowana bywała m.in. na potrzeby egzaminów językowych organizowanych przez British Council. Obecnie na kondygnacjach +6 do +28 znajdują się biura klasy A. Na poziomie +27 znajduje się klub. Cały budynek jest wyposażony w klimatyzację oraz system BMS.
Do marca 2008 budynek, noszący w tamtym czasie nazwę Millennium Plaza, pełnił rolę głównej siedziby Banku Millennium, od którego czerpał swoją poprzednią nazwę. Innym bardzo znanym lokatorem była Agencja Wydawniczo-Reklamowa Wprost, wydawca m.in. tygodnika Wprost, Dell, oraz giełdowa spółka informatyczna Asseco. Tutaj mieści się
Ambasada Argentyny, a także Ambasada Meksyku. Budynek był też tymczasową siedzibą ambasad – Kanady (2001–2002, X p.) i Izraela (od 2009 na XX p.).
Przez mieszkańców miasta budynek bywa żartobliwie nazywany toi-toiem co jest nawiązaniem do biało-niebieskiej elewacji upodabniającej go do przenośnych toalet.